# Juan Carlos Maqueda
Juan Carlos Maqueda (nascido em 29 de dezembro de 1949, em Río Tercero, província de Córdoba) é um advogado, político e membro da Suprema Corte de Justiça da Argentina desde 2002. Durante sua trajetória política, exerceu o cargo de presidente provisório do Senado argentino entre 2001 e 2002, período em que desempenhou um papel central na crise institucional causada pela Grande Depressão Argentina (1998-2002). Nessa função, presidiu duas assembleias legislativas responsáveis pela escolha de um novo presidente para o país e chegou a ocupar a presidência interina na ausência do chefe de Estado.

## Educação
Maqueda formou-se em Direito pela Universidade Católica de Córdoba. A partir de 1977, iniciou sua carreira acadêmica como professor na Faculdade de Direito da instituição, onde também atuou como Secretário Técnico entre 1980 e 1986. Especialista em Direito do Trabalho, lecionou Direito Constitucional e História Constitucional, consolidando sua trajetória no meio jurídico.
Paralelamente à sua atuação acadêmica, exerceu a advocacia com foco em Direito do Trabalho. Em 1973, ingressou na Justiça Provincial de Córdoba, mas teve sua carreira interrompida em 1976, quando foi afastado pelo governo militar durante a ditadura argentina. 
Maqueda teve uma atuação política ativa, exercendo o cargo de diretor de Cultura da cidade de Córdoba em 1974. Em 1986, foi eleito para a convenção constitucional de sua província, onde liderou o bloco de peronistas renovadores e democratas-cristãos. No ano seguinte, foi eleito para a legislatura provincial e assumiu a vice-presidência da Câmara dos Deputados de Córdoba. 

### Carreira política
Entre 1991 e 1999, Maqueda atuou como deputado na Câmara dos Deputados da Argentina, representando sua província. Durante esse período, foi vice-presidente do bloco do Partido Justicialista, presidente da Comissão de Justiça e vice-presidente da Comissão de Assuntos Constitucionais. Em 1994, foi eleito para a convenção constitucional responsável pela reforma de 1994 da Constituição Argentina.
Em 1996, Maqueda foi nomeado Secretário de Gabinete e, em 1998, ingressou no Conselho de Magistratura da Nação. Após deixar o Congresso, tornou-se Ministro da Educação da Província de Córdoba e membro do Conselho Nacional de Educação.
Em 2001, foi eleito para o Senado argentino, onde assumiu a vice-presidência sob a presidência de Ramón Puerta. Quando o presidente Fernando de la Rúa renunciou, Puerta assumiu interinamente a presidência até a nomeação de um novo presidente. Após a renúncia de Adolfo Rodríguez Saá, que durou apenas uma semana, Puerta também renunciou ao cargo, e Maqueda assumiu a presidência provisória do Senado. 

### Ministro do Supremo Tribunal
Em 30 de dezembro de 2002, Maqueda tornou-se Juiz do Supremo Tribunal, nomeado pelo Presidente Eduardo Duhalde .  Em 2005 foi nomeado Presidente do Conselho Académico da Escola de Justiça. 

## Vida pessoal
Maqueda é casada com María Belén Ferrer. Em 2004, Maqueda e Ferrer foram vítimas de um ataque de multidão e tiveram de ser hospitalizados. 